# Ананиев (град)
 Тази статия е за града в Украйна.  За близкото село вижте Ананив (село).  
Ананиев (на украински: Ананьїв) е град в Южна Украйна, Подилски район на Одеска област.
Основан е през 1753 година. Населението му е около 9355 души.